# Triaenodes corynotrus
Triaenodes corynotrus là một loài Trichoptera trong họ Leptoceridae. Chúng phân bố ở miền Australasia.